# João Benjamin Ferreira Baptista
João Benjamin Ferreira Baptista (Niterói, 7 de julho de 1864 – Rio de Janeiro, 26 de novembro de 1934) foi um médico brasileiro.
Graduado em farmácia na Faculdade de Medicina do Rio de Janeiro m 1888, quando passou a trabalhar em sua própria farmácia, na cidade de Niterói. Posteriormente, obteve um doutorado na Faculdade de Medicina do Rio de Janeiro em 1895, com a tese “Cura radical da hérnia inguinal”. Foi eleito membro da Academia Nacional de Medicina em 1897, com o número acadêmico 176, ocupando a Cadeira 25, na presidência de Antonio José Pereira da Silva Araújo.